# Impuls sile
Impuls sile (lat. impulsus: udarac, poticaj), u mehanici (oznaka I), je vektorska fizikalna veličina određena (definirana) kao umnožak sile i vremena tijekom kojeg je ta sila djelovala. Matematički se računa kao: 
{\displaystyle {\vec {I}}={\vec {F}}\cdot t}
ili, u integralnom obliku, ako sila nije konstantna, već je funkcija vremena (tijekom vremena od trenutka t1 do t2):
{\displaystyle \mathbf {I} =\int _{t_{1}}^{t_{2}}\mathbf {F} \cdot dt}
Uz pojam impulsa sile usko je vezana količina gibanja čestice, koja je umnožak njezine mase i vektora brzine m ∙ v. Bez djelovanja impulsa nema promjene brzine čestice jer je (zakon količine gibanja):
{\displaystyle \mathbf {I} =\int _{t_{1}}^{t_{2}}\mathbf {F} \cdot dt=\Delta \mathbf {p} =m\cdot \mathbf {v_{2}} -m\cdot \mathbf {v_{1}} }
gdje je:
F - sila koja djeluje na tijelo,
t1 i t2 - vrijeme ili trenutak kada sila počinje djelovati, odnosno kada sila prestaje djelovati,
m - masa tijela,
v2 - konačna brzina tijela,
v1 - početna brzina tijela,
Δp - promjena količine gibanja.
Ta se veza impulsa s količinom gibanja izvodi za česticu integriranjem drugoga Newtonova zakona po vremenu, a u sličnu obliku postoji i kod gibanja krutoga tijela. Mjerna jedinica impulsa jest njutnsekunda (N s).
Očito je da je derivacija impulsa po vremenu jednaka sili pa stoga iz definicije drugog Newtonovog zakona proizlazi da je impuls ekvivalentan količini gibanja. Možemo stoga pisati:
{\displaystyle {\vec {I}}={\vec {p}}}
{\displaystyle {\vec {F}}\cdot t=m\cdot {\vec {v}}}
Ovakav matematički zapis je posve korektan samo ako je sila djelovala na tijelo u mirovanju. Općenitiji zapis ima sljedeći oblik:
{\displaystyle {\vec {I}}=m\cdot {\vec {v}}_{2}-m\cdot {\vec {v}}_{1}}
iz čega je očito da je impuls sile jednak promjeni količine gibanja. Drugim riječima, impuls sile uzrokuje promjenu stanja gibanja baš kao što to možemo ustvrditi i za silu konstantnog intenziteta.
Također, matematički je lako pokazati da je promjena kinetičke energije jednaka skalarnom umnošku impulsa sile i vektora srednje brzine.
{\displaystyle E_{K2}-E_{K1}={\vec {I}}\cdot {\vec {v}}_{sr}}
gdje je {\displaystyle {\vec {v}}_{sr}={{{\vec {v}}_{2}+{\vec {v}}_{1}} \over 2}}. Ovdje je važno uočiti da se radi o vektorskom, a ne skalarnom zbroju.

## Impuls sile i količina gibanja
Uzmimo da se neka kugla mase m giba jednolikom brzinom v1. Djelujemo li na tu kuglu silom F, ona će dobiti ubrzanje ili akceleraciju a, pa će njena brzina v2 biti (jednoliko ubrzano gibanje po pravcu):
{\displaystyle v_{2}=v_{1}+a\cdot t}
Pomnožimo lijevu i desnu stranu ove jednadžbe s m, dobit ćemo:
{\displaystyle m\cdot v_{2}=m\cdot v_{1}+m\cdot a\cdot t}
Kako je prema 2. Newtonovom zakonu gibanja:
{\displaystyle F=m\cdot a}
to je:
{\displaystyle m\cdot v_{2}=m\cdot v_{1}+F\cdot t}
pa dobivamo:
{\displaystyle F\cdot t=m\cdot v_{2}-m\cdot v_{1}}
Umnožak sile F i vremena t, u kojem je sila djelovala na tijelo, zove se impuls sile, a umnožak mase i brzine zove se količina gibanja. 
Kako je m v2 = količina gibanja na kraju vremena t, a m v1 = količina gibanja prije djelovanja sile F, to je m v2 - m v1 = prirast količine gibanja. Prema tome, navedeni izraz u matematičkom obliku kazuje poučak o impulsu sile koji glasi: "Impuls sile za neko vrijeme t jednak je prirastu količine gibanja za to vrijeme". 
Ako kugla miruje prije djelovanja sile, to jest v1 = 0, onda je:
{\displaystyle F\cdot t=m\cdot v}
što znači da je impuls sile za neko vrijeme t jednak količini gibanja.